# Juli 2020
Portal Geschichte | Portal Biografien | Aktuelle Ereignisse | Jahreskalender | Tagesartikel

◄ |
20. Jahrhundert |
21. Jahrhundert

◄ |
1990er |
2000er |
2010er |
2020er
| 2030er | 2040er

◄ |
2016 |
2017 |
2018 |
2019 |
2020
| 2021 | 2022 | 2023 | 2024 | ►

◄ |
April 2020 |
Mai 2020 |
Juni 2020 |
Juli 2020 |
August 2020 |
September 2020 |
Oktober 2020 |
►
Dieser Artikel behandelt tagesbezogene Nachrichten und Ereignisse im Juli 2020.

## Tagesgeschehen

### Mittwoch, 1. Juli 2020
- Nordamerika: Das Freihandelsabkommen United States-Mexico-Canada Agreement (USMCA), Nachfolger des NAFTA, tritt in Kraft.[1]
- Berlin/Deutschland: Deutschland übernimmt für ein halbes Jahr den Vorsitz im Rat der Europäischen Union und für einen Monat im Sicherheitsrat der Vereinten Nationen.
- Peking/Volksrepublik China: Das Gesetz zum Schutz der nationalen Sicherheit in Hongkong tritt in Kraft.
- Moskau/Russland: Das Verfassungsreferendum in Russland wird angenommen.[2]

### Donnerstag, 2. Juli 2020
- Hpakant/Myanmar: Bei einem Erdrutsch auf der Abraumhalde eines Jade-Bergwerks kommen mindestens 172 Menschen ums Leben.[3]

### Freitag, 3. Juli 2020
- Weltweit: Der Komet C/2020 F3 (NEOWISE) durchlief in seinem Perihel den sonnennächsten Punkt und wird im Laufe des Julis 2020 zunehmend gut am nordwestlichen Abendhimmel zu sehen sein.[4]

### Sonntag, 5. Juli 2020
- Zagreb/Kroatien: Bei der Parlamentswahl in Kroatien wird die national-konservative Regierungspartei Hrvatska demokratska zajednica erneut stärkste Partei im Parlament,[5]
- Santo Domingo/Dominikanische Republik: Die Präsidentschaftswahl in der Dominikanischen Republik gewinnt der Oppositionskandidat Luis Abinader.[6]

### Freitag, 10. Juli 2020
- Singapur: Die Parlamentswahl in Singapur gewinnt die konservative Regierungspartei People’s Action Party (PAP).[7]

### Sonntag, 12. Juli 2020
- Auf dem Landungsschiff Bonhomme Richard bricht während Wartungsarbeiten ein Feuer aus. 21 Personen werden verletzt; am Schiff werden schwerste Schäden befürchtet.
- Warschau/Polen: Die Stichwahl der Präsidentschaftswahl in Polen gewinnt der bisherige Amtsinhaber Andrzej Duda.[8]

### Dienstag, 14. Juli 2020
- Tanegashima/Japan: Der Start der Marssonde Hope der Vereinigten Arabischen Emirate um 22:51 Uhr (MESZ) ist erfolgreich.

### Mittwoch, 15. Juli 2020
- Bei einem Hackerangriff auf Twitter werden zahlreich Konten von Prominenten – darunter Barack Obama, Bill Gates, Jeff Bezos, Warren Buffett und Elon Musk – gehackt. Über die Konten werden Nachrichten veröffentlicht, mit denen versucht wird, Internetnutzer um Bitcoin-Guthaben zu betrügen.[9]
- Skopje/Nordmazedonien: Parlamentswahl in Nordmazedonien 2020

### Freitag, 17. Juli 2020
- Brasilien: Die Netflix Original Dramaserie Mund zu Mund wird veröffentlicht. Die Idee stammt von Esmir Filho, der auch Regie führt.

### Samstag, 18. Juli 2020

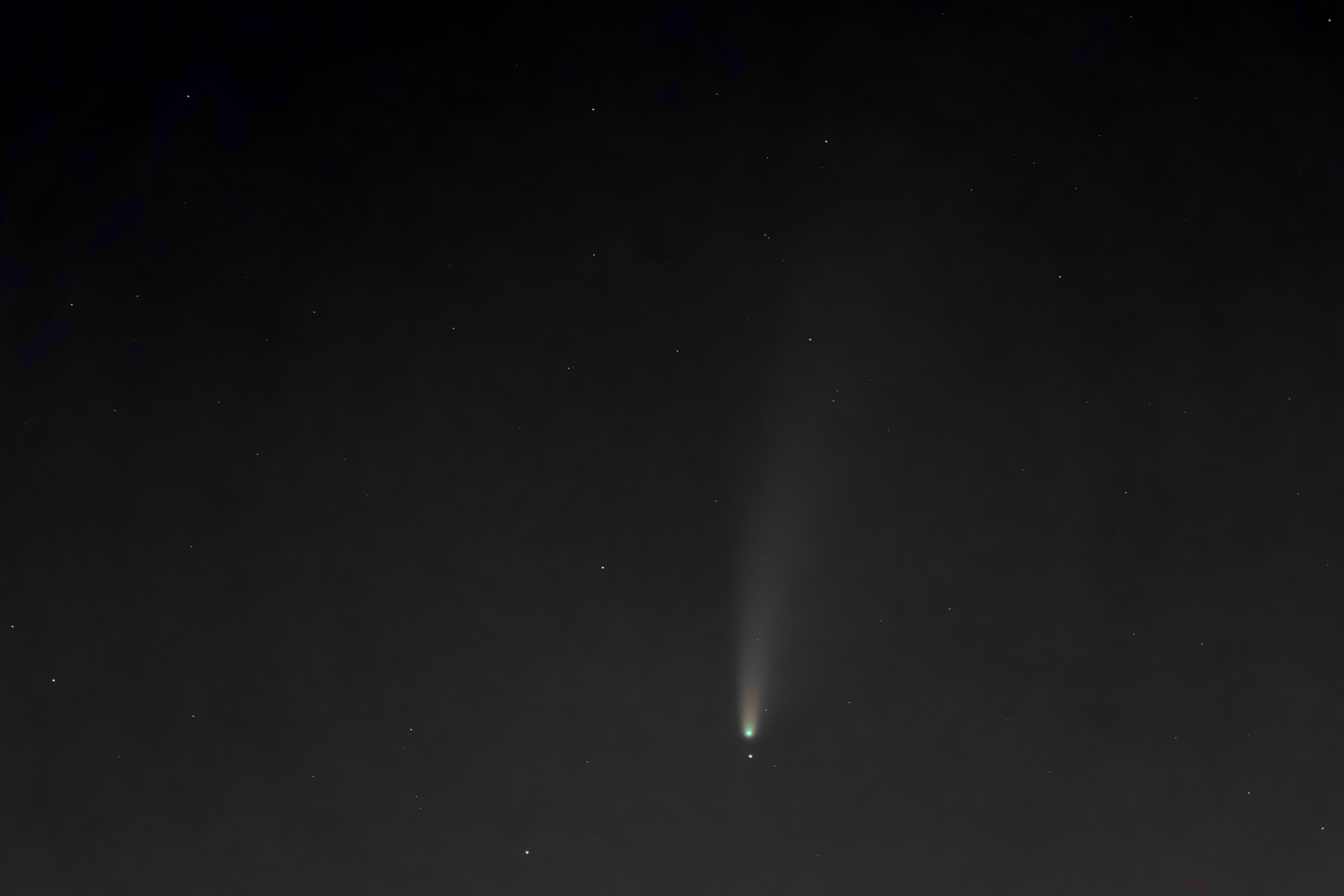
Der Komet C/2020 F3 am 18. Juli 2020 am Horizont des nördlichen Nachthimmels von Berlin bei der dichten Passage des Sterns Talitha Borealis im Sternbild Großer Bär.

- Der Komet C/2020 F3 (NEOWISE) erreicht nach der Passage des Planeten Mars seine nördlichste Lage und kann bei einer scheinbaren Helligkeit von 2,6m in der nördlichen Hemisphäre dicht über dem Horizont des nördlichen Nachthimmels beobachtet werden.[10] Um 23:30 Uhr MESZ steht er in Konjunktion nur sieben Bogenminuten über dem Stern Talitha Borealis im Sternbild Großer Bär.

### Sonntag, 19. Juli 2020
- Damaskus/Syrien: Die Parlamentswahl in Syrien gewinnt die Baath-Partei.[11]

### Mittwoch, 22. Juli 2020
- Brüssel/Europäische Union: Die 27 Regierungschefs der Mitgliedsstaaten der EU einigen sich auf den mehrjährigen Finanzplan der kommenden 7 Jahre und beschließen ein finzanzielles Hilfspaket für Mitgliedsstaaten, die besonders schwer von der Corona-Pandemie getroffen wurden.[12]

### Donnerstag, 23. Juli 2020

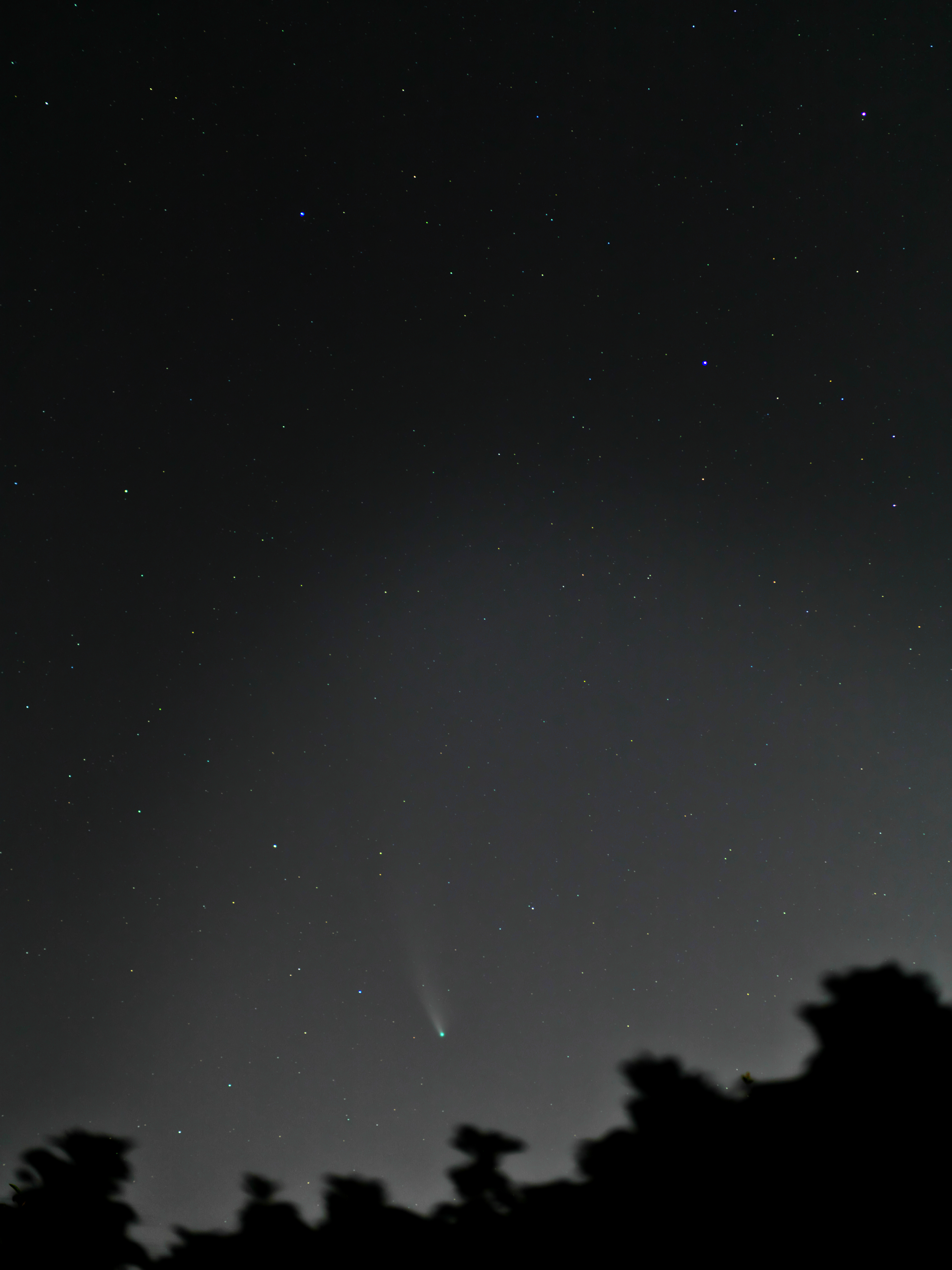
Der Komet C/2020 F3 am 23. Juli 2020 am nördlichen Nachthimmel über Berlin

- Der Komet C/2020 F3 (NEOWISE) erreicht mit weniger als 0,7 Astronomischen Einheiten seinen erdnächsten Punkt und kann gegen Mitternacht bei einer scheinbaren Helligkeit von 3m und in einer Höhe von rund 20° über dem nordwestlichen Horizont beobachtet werden.[13]
- Porto Empedocle/Italien: Italienische Behörden setzen das Schiff „Ocean Viking“ der Seenotrettungsorganisation SOS Méditerranée im Hafen von Porto Empedocle fest.[14]

### Samstag, 25. Juli 2020
- Das Frachtschiff Wakashio läuft vor der Küste Mauritius auf ein Korallenriff auf. Aus dem leckgeschlagenen Tank treten mehr als 1000 Tonnen Treibstoff aus.

### Sonntag, 26. Juli 2020
- Texas/Mexiko: Der Sturm „Hanna“ richtete Verwüstung in Teilen Texas und im Norden Mexikos an. In Texas waren 180.000 Haushalte vorübergehend ohne Strom. Berichte über Tote gibt es bisher keine.[15]

### Montag, 27. Juli 2020
- Chengdu/China: Chinesische Behörden haben das US-Konsulat in der Stadt wieder übernommen, nach dem die Frist zur Räumung abgelaufen waren.[16]
- Kiew/Ukraine: Das ukrainische Militär und prorussische Separatisten haben sich auf eine Waffenruhe geeinigt, die um Mitternacht in Kraft trat.[17]

### Dienstag, 28. Juli 2020

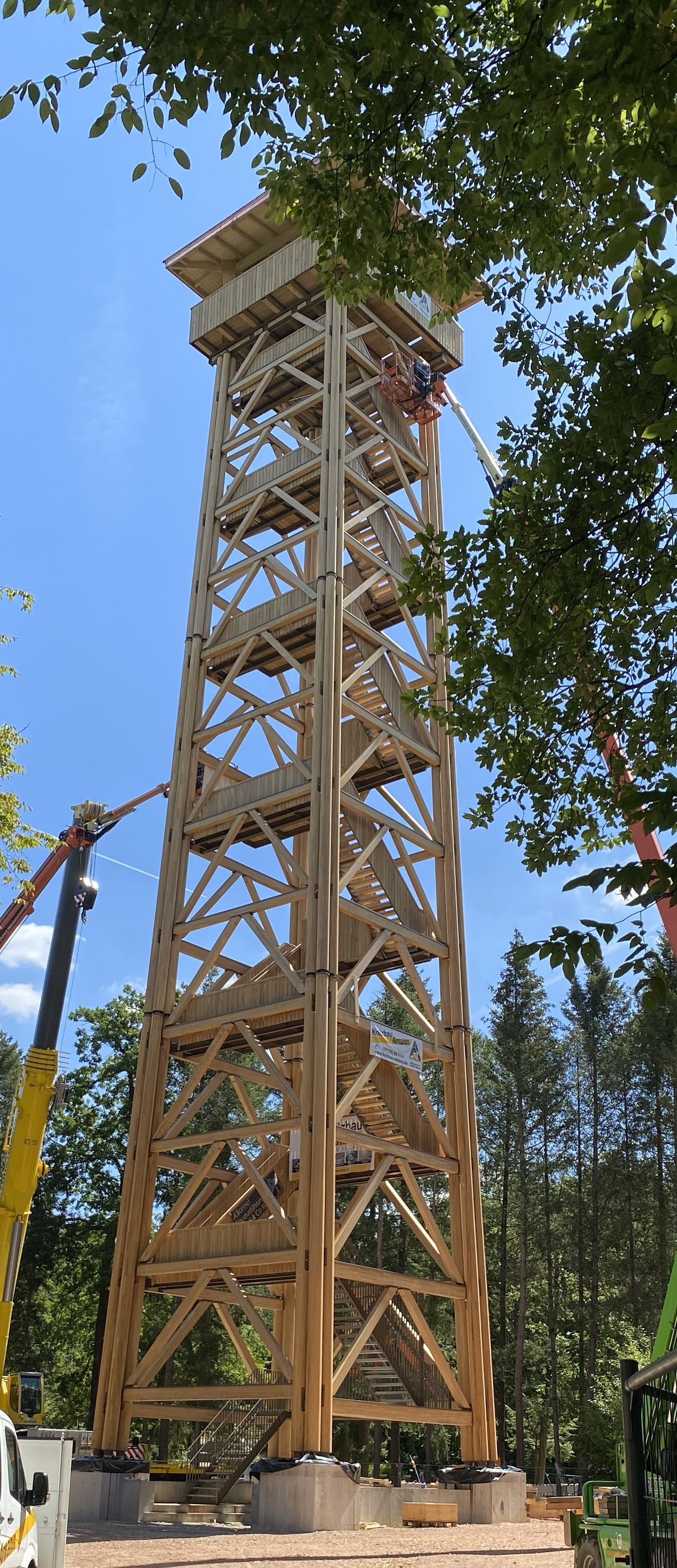
Der neue Goetheturm am 29. Juli

- Kuala Lumpur/Malaysia: Der ehemalige Premierminister von Malaysia Najib Razak wird nun nach einem Finanzskandal bei einem Staatsfonds unter anderem wegen Machtmissbrauch und Geldwäsche schuldig gesprochen. Sein Strafmaß wird zu einem späteren Zeitpunkt verkündet. Insgesamt laufen gegen ihn fünf Prozesse mit 42 Anklagepunkten.[18]
- Frankfurt am Main/Deutschland: Der Goetheturm im Frankfurter Stadtwald ist wieder aufgebaut.[19]

### Mittwoch, 29. Juli 2020
- Tempe/Arizona: Auf der Südseite der Union Pacific Salt River Bridge entgleisten in den frühen Morgenstunden mehrere Wagen eines Güterzuges. Teile der Brücke stürzten ein und mehrere mit Holz beladene Wagen fingen Feuer, das sich über weite Teile der Brücke ausbreitete.

### Donnerstag, 30. Juli 2020
- Cape Canaveral/Vereinigte Staaten: Geplanter Start der US-amerikanischen Mars-2020-Mission zwischen 13:50 und 15:50 Uhr (MESZ)[20]